# 金太煥
金 太煥 (キム・テファン、ハングル：김태환、1989年7月24日 - ) は、大韓民国・光州広域市出身のプロサッカー選手。Kリーグ1・全北現代モータース所属。韓国代表。ポジションはディフェンダー。

## 経歴

### FCソウル
蔚山大学校を経て、2009年Kリーグドラフト会議でFCソウルに指名され、2010年4月18日の蔚山現代戦でKリーグデビューを果たした。2011年10月23日の城南一和戦でリーグ初ゴールを記録した。2010年から2012年までFCソウルで55試合に出場し、2ゴールを記録した。

### 城南一和天馬
2012年12月21日、城南一和天馬に移籍した。2013年から2014年まで城南FCで74試合に出場し、8ゴールを記録した。

### 蔚山現代FC
2015年2月1日、蔚山現代FCに移籍した。

## 代表歴

### 出場大会
- 韓国代表
  - 2022 FIFAワールドカップ

### 試合数
- 国際Aマッチ 24試合 0得点（2014年-）[2]

| 韓国代表 | 国際Aマッチ | 国際Aマッチ |
| 年       | 出場        | 得点        |
| -------- | ----------- | ----------- |
| 2014     | 3           | 0           |
| 2015     | 0           | 0           |
| 2016     | 0           | 0           |
| 2017     | 0           | 0           |
| 2018     | 2           | 0           |
| 2019     | 3           | 0           |
| 2020     | 2           | 0           |
| 2021     | 2           | 0           |
| 2022     | 7           | 0           |
| 2023     | 5           | 0           |
| 2024     |             |             |
| 通算     | 24          | 0           |

## タイトル

### クラブ
FCソウル
- Kリーグ1 (2)： 2010, 2012
- 韓国リーグカップ (1)： 2010

城南FC
- 韓国FAカップ (1)： 2014

蔚山現代FC
- AFCチャンピオンズリーグ (1)： 2020
- Kリーグ1 (2)： 2022, 2023

### 代表
韓国代表
- EAFF E-1サッカー選手権 (1)： 2019

### 個人
- Kリーグ1ベストイレブン (3)： 2019, 2020, 2022